# Fidel Ortiz
Fidel Ortiz Tovar fue un boxeador mexicano que compitió en los Juegos Olímpicos de Ámsterdam 1928 y los Juegos Olímpicos de Berlín 1936. Nació el 10 de octubre de 1908 en la Ciudad de México. En 1928 perdió su primera pelea en la competencia de peso gallo, por lo que fue eliminado. Ocho años después ganó la medalla de bronce en el peso gallo luego de ganar el tercer lugar contra Stig Cederberg. Murió el 9 de septiembre de 1975.
- Datos: Q964956